# Как отделаться от парня за 10 дней
«Как отделаться от парня за 10 дней» (англ. How to Lose a Guy in 10 Days) — американская романтическая комедия 2003 года режиссёра Дональда Петри с Кейт Хадсон и Мэттью Макконахи в главных ролях, снятая по мотивам одноименной иллюстрированной книги советов от Мишель Александр и Джинни Лонг. 
Фильм вышел в прокат США 7 февраля 2003 года, получив смешанные отзывы критиков. Картина получила номинации на «MTV Movie Awards» и «Teen Choice Awards», а также премию «BMI Film Music Award» за музыку Дэвида Ньюмана.

## Сюжет
Нью-Йорк. Молодая журналистка Энди Андерсон — умная и привлекательная блондинка — ведёт колонку в женском журнале «Composure». Она мечтает писать о серьёзных вещах, о политике, науке, социальных проблемах, но вынуждена сочинять «полезные советы» для женской аудитории. Однажды после того как её подругу и коллегу Мишель в очередной раз бросает парень, Энди предлагает редактору Лане интригующую тему: «Типичные ошибки, которыми женщины отталкивают от себя мужчин». Она планирует поставить натурный эксперимент: найти парня, завязать знакомство, а потом своим поведением добиться, чтобы парень её бросил. Лана даёт на реализацию 10 дней — уже в следующем номере журнала должна выйти статья под заголовком «Как отделаться от парня за 10 дней».
Молодой рекламный агент Бен Бэрри нашёл великолепный контракт на рекламу бриллиантов, но босс хочет отдать его коллегам, Джуди Спирс и Джуди Грин, убедившим его, что они лучше смогут рекламировать товар, предназначенный для женщин. Бен заявляет, что он, именно как мужчина, гораздо лучше понимает женскую натуру, и заключает с боссом пари на контракт, что сможет влюбить в себя любую девушку. В доказательство он должен привести влюблённую в себя девушку на банкет-презентацию этой самой рекламной кампании, который состоится как раз через 10 дней. Разговор происходит на вечеринке, где Энди с подружками выбирает парня для своего эксперимента. И одна из конкуренток Бена, накануне посетившая редакцию «Composure» и случайно узнавшая о планах Энди, якобы наугад выбирает именно её в качестве «объекта», уверенная, что от неё-то Бен ничего не сумеет добиться.
Бен и Энди знакомятся и начинают общаться. Сначала оба играют выбранные для себя роли: Бен старательно очаровывает Энди, она пытается вывести его из себя и заставить отступить, но Бен, не забывающий о пари, стоически терпит все её выходки. В какой-то момент всё становится серьёзно: Энди понимает, что не хочет рвать отношения с Беном; она пытается отказаться от статьи, но редактор требует, чтобы через двое суток текст лежал у неё на столе, так как обложка, где помещён анонс материала, уже напечатана.
Наступает 10-й день. Энди с Беном приходят на банкет. Они прекрасная пара; совершенно очевидно, что Энди по уши влюблена в Бена. Всё идёт прекрасно, пока не раскрывается правда. В результате обманутыми и оскорблёнными чувствуют себя оба.
На следующий день Энди сдаёт Лане статью — совсем не ту, которая планировалась, хоть и под тем же заголовком. Энди прямо и честно описывает произошедшее, признавая, что главную ошибку она сделала в самом начале, решив поиграть на чувствах другого человека и не подумав о последствиях. Как ни странно, редактор приходит в восторг — статья получилась намного интереснее, чем то, что предполагалось вначале. Теперь Энди может самостоятельно выбирать темы в духе журнала — но для неё этого недостаточно, да больше и не интересно. Она увольняется и собирается переезжать в Вашингтон. Бен, которого друзья чуть ли не силой заставили прочитать написанную Энди статью, выбегает из офиса к своему мотоциклу и догоняет её такси по дороге в аэропорт. Прямо на мосту происходит воссоединение пары.

## В ролях
| Актёр             | Роль                 |
| ----------------- | -------------------- |
| Мэтью МакКонахи   | Бенджамин Барри      |
| Кейт Хадсон       | Энди Андерсон        |
| Кэтрин Хан        | Мишель               |
| Энни Пэррис       | Джанин               |
| Томас Леннон      | Тэйер                |
| Адам Голдберг     | Тони                 |
| Майкл Мишель      | Джуди Спирс          |
| Шалом Харлоу      | Джуди Грин           |
| Биби Нойверт      | Лана Джонг           |
| Роберт Кляйн      | Филлип Уоррен        |
| Лилиэн Монтевеччи | Миссис ДэЛауэр       |
| Джеймс Мэйнпрайз  | Мистер ДаЛауэр       |
| Селия Уэстон      | Гленда               |
| Джеймс Муртаг     | Джек                 |
| Арчи МакГрегор    | Дядя Арнольд         |
| Джон ДиРеста      | Джоуи                |
| Ребекка Харрис    | Дора                 |
| Саманта Кван      | Лори                 |
| Джастин Перофф    | Майк                 |
| Тони Лонго        | верзила в кинотеатре |
| Марвин Хэмлиш     | Играет самого себя   |

Фильм дублирован на русский язык кинокомпанией «Ист-Вест» при техническом содействии студии «Пифагор» и киноконцерна «Мосфильм».

## Производство

### Концепция
Картина поставлена по мотивам короткой иллюстрированной книги Мишель Александр и Джанин Лонг «Как избавиться от парня за 10 дней: универсальный способ достижения цели» (англ. How To Lose A Guy In 10 Days: The Universal Do's And Don'ts Of Dating) — в ней авторы перечислили распространённые ситуации и модели поведения девушек, которые раздражают и даже отталкивают парней на начальной стадии взаимоотношений. Подруг Энди — Мишель и Джанин — назвали в честь авторов книги.

### Кастинг
Первым выбором на главную женскую роль стала актриса Гвинет Пэлтроу — тогда в режиссёрском кресле был Майк Ньюэлл, но он был занят на площадке фильма «Дворец воров», съёмки постоянно откладывались в течение года, и Пэлтроу отдала предпочтение работе над комедий «Вид сверху лучше». В итоге, роль журналистки женского журнала «Composure», ведущей колонки полезных советов Энди Андерсон досталась актрисе Кейт Хадсон — Линда Обст была поражена её игрой в «Почти знаменит». Чтобы подготовиться к роли Хадсон провела целый день с шеф-редактором журнала «Vogue» Анной Винтур. Режиссёр Дональд Петри в многочисленных интервью отметил, что Кейт Хадсон хороша в импровизации, это она придумала многие яркие сцены и фразы своей героини — в частности, диалоги в сцене мальчишника с покером, просмотра семейного альбома, а также фразу «Нельзя два часа смотреть на Мег Райн и не думать о других женщинах!».
Мэттью МакКонахи сыграл главную мужскую роль — Бенджамина Берри, одного из ведущих специалистов рекламного агентства (он сыграет с Хадсон в ещё одном фильме — «Золото дураков» 2008 года). По словам исполнительного продюсера Линды Обст у неё были большие сомнения относительно кастинга МакКонахи — на момент начала съёмок Хадсон было всего 23-го года, а Мэттью был старше неё на 10 лет. Но у Хадсон не было сомнений на этот счёт — в то время она была замужем за певцом Крисом Робинсоном из группы «The Black Crowes»: «Ему 36, и непохоже, что он вот-вот развалится от старости» — так актриса убедила Обст отдать роль МакКонахи. Для съёмок МакКонахи научился ездить на мотоцикле — на протяжении всего фильма он без дублёров и каскадёров разъезжает на английском «Triumph Hinckley Bonneville».
Энни Пэррис и Кэтрин Хан сыграли коллег и лучших подруг Энди. Хан была уверена, что не получила роль, так как во время читки сценария у неё зазвонил телефон — актриса думала, что запорола прослушивание. Адам Голдберг и Томас Леннон стали экранными друзьями Бена. МакКонахи и Голдберг также снимались в фильме «Под кайфом и в смятении» 1993 года. Майкл Мишель и Шалом Харлоу сыграли конкуренток Бена в борьбе за выгодный контракт. Биби Нуверт и Роберт Кляйн сыграли начальников Энди и Бена, соответственно. В начальных титрах можно заметить актрису Кэтрин Хайгл на обложке одного из выпусков журнала «Composure».

### Съёмки
Съёмки картины стартовали 17 июня 2002 года и проходили в Нью-Йорке и Торонто. Совместные сцены МакКоннахи и Хадсон снимали около 4-х месяцев. В сцене, когда Тони роняет сумочку Энди, есть киноляп — сумочка стоит на столе Бенджамина, и ручка у сумочки то поднимается, то опускается.
Для съёмок редакции журнала «Composure» были использованы офисы издательства «The Conde Nast». Офис Бена, на входе которого он встречает Джуди в начале фильма, расположен на пересечении улица 26th и Madison Avenue; герои смотрят кино в «Cinema Village», расположенном по адресу: 22, East 12th Street; поездку Энди и Бена на мотоцикле по пляжу снимали на «Franklin D. Roosevelt Boardwalk & Beach» на Статен-Айленде; действие финала картины происходит на манхэттенском мосту. Здание федерального правительства «The Alexander Hamilton U.S. Customs House» было использовано для съёмок приёма по случаю презентации алмазов ДэЛауэр. Создатели превратили одно из лофт-помещений с Сохо в Нью-Йорке в квартиру Бена.

### Мода и украшения
Журнал «Tatler Россия» включил колье «Айседора» в список лучших ювелирных украшений в кино. Стоимость колье из жёлтого бриллианта «Айседора» (в честь Айседоры Дункан) в 80 карат варьируется от 5 до 6 миллионов долларов, дизайн придумал Гарри Уинстон. Также актриса носила серьги с бриллиантами по 5 карат, общей стоимостью $125 тысяч. Общая стоимость бриллиантов, использованных в фильме в сцена гала-вечера в честь рекламной кампании «Глазируйся» — $14,2 млн. Бриллиантовая диадема Ланы — настоящая, а на приёме актриса носит платье от «Chanel». Смокинг Бена на приёме — от «Brioni». Дизайнер фильма Карен Пэтч подобрала одежду таких брендов как «Yves Saint Laurent», «Prada», «Marni», «Narciso Rodriguez», «Marc Jacobs» и др.
В одном из интервью Кейт Хадсон рассказала, что знаменитое жёлтое шёлковое платье Энди из финала картины придумала дизайнер фильма Карен Пэтч совместно со специалистами лейбла «Каролина Эррера». Однако некоторые СМИ сообщают, что его автором является немецкий дизайнер Дина Бар-Эль. Неизвестна и дальнейшая судьба платья — после съёмок Хадсон забрала его себе, но в интервью журналу «Elle» актриса сообщила, что не знает, где платье сейчас. В июле 2021 года пользователь тик-тока Одри Пэрроу выложила видео с этим самым платьем, сообщив, что купила его за 5 долларов в сэконд-хэнде.

### Удалённые сцены
Часть удалённых из финальной версии фильма сцен появилась на одном из DVD-изданий картины и в кинотеатральном трейлере:
- Альтернативное начало: Энди берёт интервью у модели из Таджикистана во время показа — сначала девушка не проявляет интереса к журналистке, но затем Энди задаёт вопрос о политической ситуации в стране (в следующем эпизоде, попавшем в фильм, коллега и подруга Энди, Джинни читает статью «Как принести Таджикистану мир?»), и модель высказывает свою позицию — в конце эпизода Энди работает над статьёй, сидя за компьютером в своей квартире, а затем идёт на работу.
- Энди и Мишель идут по улице и останавливаются возле зоомагазина — как становится понятно, чтобы купить собаку, которую Энди назовёт Круллом.
- Энди разговаривает с Мишель, выбирая наряд, в котором отправится на Статен-Айленд, чтобы познакомиться с семьёй Бена — в конце эпизода Энди и Бен встречаются у парома.
- Энди приходит в гараж Бена, где он чинит свой мотоцикл — в конце эпизода Энди и Бен выезжают на прогулку на мотоцикле.
- Джинни и Мишель понимают, что Энди не собирается приходить на работу на следующий день после скандала на званом вечере — Мишель устремляется домой к подруге, где начинает собирать её, как делала сама Энди в начале фильма — в конце эпизода Джинни встречает их на входе в здание офиса журнала.

## Музыка
Альбом с песнями из фильма поступил в продажу 28 января 2003 года. В качестве титульной песни была использована композиция «Somebody Like You» певца Кита Урбана — она вышла в 2002 году на его альбоме «Golden Road». Оригинальная версия была записана в кантри-стиле, а на альбом-саундтрек попал поп-микс. Оригинал песни «You’re So Vain», которую поют Энди и Бен на приёме, также вошла в саундтрек.

### Саундтрек
| №   | Название              | Исполнитель                     | Длительность |
| --- | --------------------- | ------------------------------- | ------------ |
| 1.  | «Somebody Like You»   | Кит Урбан                       | 3:51         |
| 2.  | «Good Day»            | Luce                            | 4:06         |
| 3.  | «Feels Like Home»     | Шанталь Кревязюк                | 4:41         |
| 4.  | «Who Do You Love»     | Джордж Торогуд и The Destroyers | 4:21         |
| 5.  | «Let’s Stay Together» | Эл Грин                         | 3:14         |
| 6.  | «Follow You Down»     | Gin Blossoms                    | 4:29         |
| 7.  | «You’re So Vain»      | Карли Саймон                    | 4:18         |
| 8.  | «Kiss Me»             | Sixpence None the Richer        | 3:19         |
| 9.  | «L.O.V.E.»            | Fisher                          | 2:37         |
| 10. | «Catch Me If You Can» | The Beu Sisters                 | 3:34         |
| 11. | «Weight Of The World» | Шанталь Кревязюк                | 3:34         |

В фильме также звучали песни других популярных исполнителей:
1. «Amore (Sexo)» — Santana (Энди ищет «клиента» в баре, а Бен на деловой встрече с Уорреном и Джуди)
2. «19-2000» — Gorillaz (Энди и Бен выбирают себе пару в баре)
3. «Know You Better» — NineFifty feat. Cherry Dee (Первая встреча Энди и Бена в баре)
4. «Hot In Herre» — Nelly (Бен ставит песню, пока Энди в ванной разговаривает по телефону с Мишель)
5. «The Way You Do The Things You Do» — UB40 (Энди раскладывает свои вещи в квартире Бена, пока он готовит мясо)

### Инструментальная музыка
Музыку к фильму написал композитор Дэвид Ньюман.
1. Get Dressed (0:44)
2. Ben Loses His Shirt (1:15)
3. Ben Takes Off His Shirt (1:25)
4. I’ll Do It (1:19)
5. Not Trying To Trick You (1:43)
6. Goofy Helmet (0:33)
7. Source cue #1 (1:54)
8. One Last Question (0:49)
9. I Want Your Respect (0:43)
10. I Want Your Respect (Clarinet Beginning) (0:46)
11. The Purse (1:10)
12. Phone Maneuvering (1:12)
13. Organ source #1 (0:14)
14. Organ source #2 (0:06)
15. Cavalry Charge (Megatrax) (0:18)
16. Saying Goodnight (1:43)
17. Charge #4 (FirstCom Music) (0:14)
18. Stadium Clap (ProMusic) (0:15)
19. Bye Bye Blackbird (TriStar Pictures) (2:36)
20. Annie Redecorates (0:56)
21. I Wish I Ate Meat (0:42)
22. Vegetarian Restaurant (0:43)
23. You Think I’m Fat (0:36)
24. Houston Never Misses (2:29)
25. Frosting (2:14)
26. Ben’s Idea (0:50)
27. Family Album (2:48)
28. Great Tickets (0:43)
29. Rooftop (0:19)
30. I’m Home (4:29)
31. Finally (0:37)
32. Couples Therapy (1:44)
33. Ride To Staten Island (0:42)
34. Andie Wins In Bullshit (1:26)
35. Glenda Hugs Andie (0:48)
36. Shower Kiss (1:03)
37. Go As My Girlfriend (0:45)
38. You’re Beautiful (1:05)
39. De Lauer source #1 (1:50)
40. De Lauer source #2 (1:27)
41. De Lauer source #3 (2:36)
42. De Lauer source #4 (2:36)
43. De Lauer source #5 (0:08)
44. De Lauer source #6 (0:13)
45. The Truth (1:08)
46. Andie Quits (1:03)
47. It’s Mine (1:45)
48. Source cue #2 (0:16)
49. Read This (1:25)
50. Read This (Original Ending) (1:37)
51. Big Kiss (1:08)

Кроме того, в фильме звучали инструментальные композиции:
- «Annie To Empire» Марка Шеймана (из кинофильма «Неспящие в Сиэтле») — Энди и Бен смотрят фильм в кинотеатр.
- «Isn’t It Romantic» Ричарда Роджерса.
- «Moon River» Генри Манчини — Играет на вечеринке-презентации.
- «An Affair To Remember» Гарри Уоррена.
- «One» Марвина Хэмлиша — Играет на вечеринке-презентации.
- «The Old Black Magic» Гарольда Арлена и Джонни Мерсера.
- «It Could Happen To You» Джимми Ван Хьюзена — Играет на вечеринке-презентации.
- «My Heart Will Go On» Джеймса Хорнера (из кинофильма «Титаник») — Энди и Бен выходят с концерта Селин Дион.
- «Soulful» Пола Уиттса — Джингл из рекламы алмазов.

## Релиз

### Продвижение
Первоначально картина называлась «Как отделаться от парня за 10 дней», затем её переименовали в «Как отделаться от парня» и буквально за месяц до премьеры старое название вернули.
Официальный трейлер фильма даёт несколько советов — что нужно делать для того, чтобы избавиться от парня за 10 дней:
- День 1: Обозначь своё присутствие / Day 1: Mark Your Territory
- День 4: Займись его семейным планированием / Day 4: Plan His Family
- День 5: Подари ему дитя любви / Day 5: Give Him A Love Child

В трейлере были использованы песни «Don't Dream It's Over» (в исполнении поп-группы «Sixpence None the Richer»), «Glad» (из репертуара «Traffic»), «You Better You Bet» (из репертуара «The Who»), а также часть песен, звучавших и в самом фильме; кроме того, несколько удалённых сцен появляются в трейлере.
В рекламной кампании фильма использовался слоган: «Один из них лжёт. И другой тоже» (англ. One Of Them Is Lying. So Is The Other).

### Кассовые сборы
Премьера фильма в США прошла 27 января 2003 года, премьера в России — 5 июня 2003 года. При бюджете $50 млн. в премьерные выходные картина собрала $23 774 850. Общие сборы в США — $105 813 373 и $71 558 068 за рубежом. Сборы в России составили $1,04 млн.

### Критика
Фильм получил смешанные отзывы от критиков. Ресурс «Metacritic» оценил картину в 45 % на основе 31 одного отзыва — «от смешанного до положительного». Портал «Rotten Tomatoes» присвоил фильму 42 % на основе 150 обзоров со средним показателем 5 баллов из 10 — многие обозреватели сошлись во мнении, что «Мэттью МакКонахи и Кейт Хадсон очаровательно смотрятся вместе, но этого недостаточно при глупой завязке и предсказуемом сценарии». Химию между центральными актёрами также отметила и актриса Голди Хоун — мать Кейт Хадсон — которая навещала дочь на съёмочной площадке: «Они отлично смотрелись вместе — именно поэтому у них получилось отличное кино». Спустя годы картина получила гораздо более «тёплые» отзывы критиков по сравнению с теми, что фильм получил в момент выхода в прокат, называя его «одним из лучших в своём жанре» и «ярким представителем своей эпохи — золотой эры голливудских ромкомов». Эшли Рей в своём обзоре написала: «Это одна из самых нереалистичных романтических комедий — поэтому она хороша». Британское издание журнала «Elle» включил дуэт МакКонахи и Хадсон в список лучших экранных пар.

### Награды и номинации
В 2003 году Кейт Хадсон получила номинацию на премию «MTV Movie Awards» в категории «Лучшая женская роль». Композитор Дэвид Ньюман получил премию «BMI Film Music Award» за работу над проектом. Также у фильма есть несколько номинаций на премию «Teen Choice Awards»: «Лучшая актриса в комедии», «Номинация Рот-на-замок» и «Лучшая вспышка гнева» (Кейт Хадсон), «Лучший кинолжец» (Хадсон и МакКонахи) и «Лучший кинозлодей» (Майкл Мишель).

### Выход на видео
Картину на VHS и DVD в США, странах Европы и Австралии выпускала компания «Paramount Home Entertainment». В первое DVD-издание фильма вошли аудиокомментарий режиссёра Дональда Петри, 4 удалённые сцены и альтернативное начало (9:30), музыкальное видео на песню Кита Урбана «Somebody Like You» (3:43), а также два короткометражных фильма о съёмках, не попавших в более поздние видео-релизы:
- «Mapping Out The Perfect Movie» — серия интервью из 17 видео с актёрам и создателями фильма.
- «Mapping Out The Perfect Location» — интерактивная карта Нью-Йорка, на которой отмечены места съёмок, при нажатии на которые воспроизводится видео о конкретной локации.

25 августа 2009 года компания «Paramount Pictures» выпустила картину на DVD и Blu-Ray в формате «Deluxe Edition», где кроме самого фильма на диске разместились комментарии режиссёра, музыкальный клип на песню «Somebody Like You», альтернативное начало и удалённые сцены (все материалы выходили на первом DVD-издании), а также новые короткометражные видео о создании картины:
- Фильм о съёмках «How To Make A Movie In 2 Years» (16:54) — рассказ от Мишель Александер и Джинни Лонг о том, как книга превратилась в фильм.
- Ролик «Why The Sexes Battle» (5:00) — интервью с экспертами об истории взаимоотношений мужчин и женщин на примере сюжета фильма.
- Ролик «Girls Night Out» (5:15) — интервью с Мишель Александер и Джинни Лонг.

9 февраля 2018 год фильм также стал доступен подписчикам сервиса «Netflix» — вскоре после 15-летия с момента выхода в прокат.
В 2003 году в России фильм выпускался на видео-кассетах компанией «Премьер-Мультимедиа» при информационной поддержке «Love Radio» (106.6) и журнала «Cosmo», на DVD картину издала компания «Новый диск».

## Потенциальные продолжения

### Сиквел
В интервью для MTV в 2016 году Кейт Хадсон впервые пошутила о том, что у фильма может быть продолжение под названием «Как развестись за 10 дней» (англ. How To Get Divorced In 10 Days).
В ноябре 2019 года Мэттью МакКонахии сказал в интервью «E! Online», что не прочь сняться в продолжении фильма — по словам актёра, это «чертовски хорошая романтическая комедия, которую зрители любят до сих пор». 7 февраля 2020 года на своей странице в «Instagram» МакКонахи опубликовал фото из фильма, на котором Энди показывает Бену увядший «папаротник любви», Хадсон в шуточной форме прокомментировала пост — и их переписка привлекла значительное внимание поклонников и СМИ, ожидающих новостей о продолжении. В июле того же года они опубликовали шуточные сообщения в честь дня «Принеси своё домашнее растение на работу».
В интервью для журнала «Elle» от 26 августа 2020 года Кейт Хадсон также высказалась относительно продолжения фильма: «Прошло достаточно времени для съёмок продолжения. […] Если наши персонажи всё ещё вместе, то у них наверняка есть дети, и они несчастливы! […] Думаю, Энди достаточно амбициозна, и к этому времени увязла в работе». В феврале 2021 режиссёр Дональд Петри в интервью томе же порталу сказал, что «сиквел возможен, но всё упирается в сценарий»:
«Думаю, мы единодушны с кинокомпанией — самое главное собрать актёрский состав. Вернуть режиссёра просто, но заинтересовать Кейт и Мэттью сценарием — гораздо сложнее». […] «В отличие от большинства ромкомов, этот фильм много рассказал о мужчинах и женщинах. О том, что одни с Марса, другие — с Венеры, что мы по-разному воспринимаем вещи. Один из первых отзывов — от Дэвида Шиана — выразил главную мысль. Он написал так: „Идеальное девчачье кино для парней“. Потому что мужской аудитории фильм понравился также, как и женской. Такое не часто происходит с подобными фильмами — мы снимаем их для женщин».

### Сериальная адаптация
В августе 2019 года портал «Entertainment Weekly» сообщил, что Гай Бранум, один из сценаристов шоу «Проект Минди», напишет сериальную адаптацию для платформы «Quibi» на мобильных устройствах — выход эпизодов был запланирован на апрель 2020 года. Согласно сюжету, обновлённые версии главных персонажей — блогер и рекламщик — пытаются доказать друзьям, что они способны на длительные моногамные отношения. Однако проект так и не был реализован — компания закрылась в декабре 2020 года.